# Lekkoatletyka na Letnich Igrzyskach Olimpijskich 2012 – rzut oszczepem mężczyzn
Rzut oszczepem mężczyzn – jedna z konkurencji lekkoatletycznych rozgrywanych podczas igrzysk olimpijskich w Londynie.
Obrońcą tytułu mistrzowskiego z 2008 roku był Norweg Andreas Thorkildsen. Ustalone przez International Association of Athletics Federations minima kwalifikacyjne do igrzysk wynosiły 82,00 (minimum A) oraz 79,50 (minimum B).
Do rywalizacji przystąpiło 44 zawodników reprezentujących 31 krajów. Złoty medal zdobył Keshorn Walcott z Trynidadu i Tobago, który wyprzedził Ukraińca Ołeksandra Pjatnycie oraz Fina Antti Ruuskanena. Walcott wygrywając rywalizację na stadionie olimpijskim został pierwszym od 1952 roku mistrzem olimpijskim w rzucie oszczepem, który pochodzi spoza Europy.
Obrońca tytułu mistrza olimpijskiego Andreas Thorkildsen zajął w Londynie szóste miejsce. Przed sezonem Norweg zapowiadał, że chce w Londynie zdobyć trzeci z rzędu złoty medal olimpijski w rzucie oszczepem – dotychczas sztuki tej dokonał tylko Czech Jan Železný, który zwyciężał w 1992, 1996 oraz 2000 roku.
Żadnej próby w rundzie eliminacyjnej nie zaliczył aktualny mistrz świata Matthias de Zordo – sytuacja ta związana była z kontuzją zawodnika, który do reprezentacji Niemiec został włączony dopiero w drugiej połowie lipca 2012.
9 sierpnia 2016 Ołeksandr Pjatnycia został zdyskwalifikowany po ponownym przeanalizowaniu jego próbki antydopingowej i uzyskaniu wyniku dodatniego. W wyniku tego Antti Ruuskanen otrzymał srebrny medal, a Vítězslav Veselý brązowy medal.

## Format zawodów
Zawody podzielone były na eliminacje oraz finał. W rundzie eliminacyjnej każdy zawodnik miał do dyspozycji trzy próby – aby dostać się do finału, w którym wystartowało 12 zawodników, należało wypełnić minimum kwalifikacyjne ustalone przez Delegatów Technicznych Międzynarodowego Stowarzyszenia Federacji Lekkoatletycznych (IAAF). W przypadku gdyby rezultat ten osiągnęła mniejsza liczba oszczepników kryterium awansu były najlepsze wyniki uzyskane przez startujących. W finale startowało 12 oszczepników – każdy miał do dyspozycji trzy rzuty, a ośmiu najlepszych zawodników także kolejne trzy próby.

## Statystyka

### Rekordy
Tabela prezentuje rekord świata, rekordy poszczególnych kontynentów, igrzysk olimpijskich, a także najlepszy rezultat na świecie w sezonie 2012 przed rozpoczęciem mistrzostw.

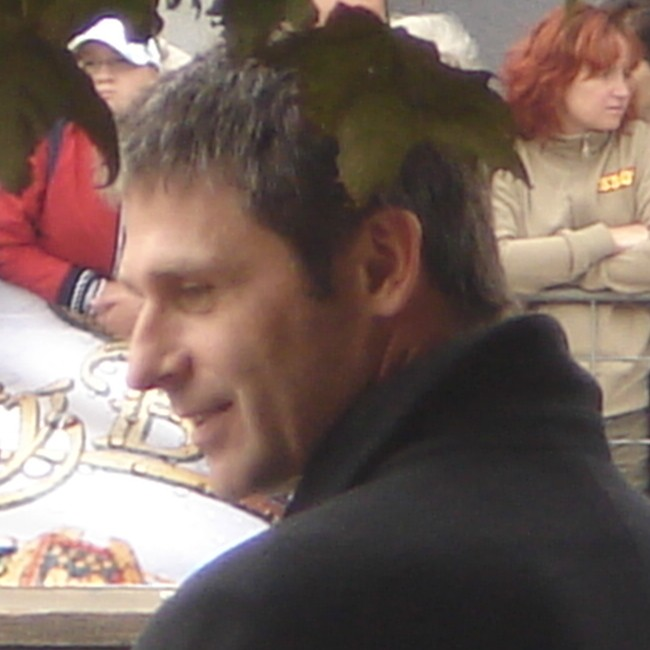
Jan Železný to rekordzista świata oraz Europy

|                                                | Zawodnik            | Wynik | Miejsce      | Data                      | Źródło |
| ---------------------------------------------- | ------------------- | ----- | ------------ | ------------------------- | ------ |
| Rekord świata                                  | Jan Železný         | 98,48 | Jena         | 25 maja 1996(dts)         | [ 12 ] |
| Listy światowe                                 | Vítězslav Veselý    | 88,11 | Oslo         | 7 czerwca 2012(dts)       | [ 13 ] |
| Rekord olimpijski                              | Andreas Thorkildsen | 90,57 | Pekin        | 23 sierpnia 2008(dts)     | [ 14 ] |
| Rekord Afryki                                  | Marius Corbett      | 88,75 | Kuala Lumpur | 21 września 1998(dts)     | [ 15 ] |
| Rekord Ameryki Północnej, Środkowej i Karaibów | Breaux Greer        | 91,29 | Indianapolis | 21 czerwca 2007(dts)      | [ 16 ] |
| Rekord Ameryki Południowej                     | Edgar Baumann       | 84,70 | San Marcos   | 17 października 1999(dts) | [ 17 ] |
| Rekord Australii i Oceanii                     | Jarrod Bannister    | 89,02 | Brisbane     | 29 lutego 2008(dts)       | [ 18 ] |
| Rekord Azji                                    | Kazuhiro Mizoguchi  | 87,60 | San Jose     | 27 maja 1989(dts)         | [ 19 ] |
| Rekord Europy                                  | Jan Železný         | 98,48 | Jena         | 25 maja 1996(dts)         | [ 20 ] |

### Listy sezonu
Tabele prezentują pięć najlepszych wyników na poszczególnych kontynentach w roku 2012 przed rozpoczęciem igrzysk olimpijskich.
| Wynik | Zawodnik            | Data              | Miejsce  |
| ----- | ------------------- | ----------------- | -------- |
| 88,11 | Vítězslav Veselý    | 7 czerwca(dts) br | Oslo     |
| 86,50 | Vadims Vasiļevskis  | 8 czerwca(dts) br | Valmiera |
| 86,12 | Ołeksandr Pjatnycia | 20 maja(dts) br   | Kijów    |
| 85,60 | Fatih Avan          | 20 maja(dts) br   | Izmir    |
| 84,99 | Paweł Rakoczy       | 13 maja(dts) br   | Łódź     |

| Wynik | Zawodnik                  | Data                | Miejsce   |
| ----- | ------------------------- | ------------------- | --------- |
| 81,12 | Julius Yego               | 22 lipca(dts) br    | Kuortane  |
| 79,97 | Ihab Al Sayed Abdelrahman | 3 maja(dts) br      | Kair      |
| 77,18 | John Robert Oosthuizen    | 14 czerwca(dts) br  | Göteborg  |
| 77,08 | Jayson Henning            | 20 kwietnia(dts) br | Pretoria  |
| 76,29 | Morné Moolman             | 13 lipca(dts) br    | Barcelona |

| Wynik | Zawodnik          | Data                | Miejsce   |
| ----- | ----------------- | ------------------- | --------- |
| 85,03 | Ivan Zaytsev      | 17 czerwca(dts) br  | Żukowskij |
| 84,28 | Genki Dean        | 29 kwietnia(dts) br | Hiroszima |
| 83,95 | Yukifumi Murakami | 9 czerwca(dts) br   | Osaka     |
| 82,05 | Jung Sang-jin     | 7 czerwca(dts) br   | Daejeon   |
| 79,90 | Ken Arai          | 29 kwietnia(dts) br | Hiroszima |

| Wynik | Zawodnik           | Data               | Miejsce      |
| ----- | ------------------ | ------------------ | ------------ |
| 82,83 | Keshorn Walcott    | 1 lipca(dts) br    | San Salvador |
| 82,73 | Sean Furey         | 9 czerwca(dts) br  | Lisle        |
| 82,72 | Guillermo Martínez | 23 marca(dts) br   | Hawana       |
| 82,31 | Craig Kinsley      | 9 czerwca(dts) br  | Lisle        |
| 81,86 | Sam Humphreys      | 25 czerwca(dts) br | Eugene       |

| Wynik | Zawodnik         | Data                | Miejsce  |
| ----- | ---------------- | ------------------- | -------- |
| 80,61 | Dayron Márquez   | 30 czerwca(dts) br  | Bogota   |
| 80,60 | Arley Ibargüen   | 30 czerwca(dts) br  | Bogota   |
| 79,87 | Braian Toledo    | 24 lipca(dts) br    | Manresa  |
| 76,73 | Diego Moraga     | 1 kwietnia(dts) br  | Santiago |
| 76,49 | Noraldo Palacios | 28 kwietnia(dts) br | Medellín |

| Wynik | Zawodnik         | Data                | Miejsce    |
| ----- | ---------------- | ------------------- | ---------- |
| 86,31 | Stuart Farquhar  | 29 kwietnia(dts) br | Hiroszima  |
| 83,70 | Jarrod Bannister | 6 lipca(dts) br     | Paryż      |
| 79,33 | Hamish Peacock   | 27 maja(dts) br     | Launceston |
| 78,97 | Joshua Robinson  | 3 marca(dts) br     | Melbourne  |
| 78,16 | Matthew Outzen   | 21 stycznia(dts) br | Newcastle  |

## Rezultaty

### Eliminacje
Zawodnicy rywalizowali w dwóch grupach: A i B. Aby awansować do finału z wynikiem należało rzucić co najmniej 82,00 (Q).
| Poz. | Grupa | Zawodniczka               | Reprezentacja     | #1    | #2    | #3    | Rezultat | Uwagi    |
| ---- | ----- | ------------------------- | ----------------- | ----- | ----- | ----- | -------- | -------- |
| 1    | B     | Vítězslav Veselý          | Czechy            | 88,34 | –     | –     | 88,34    | Q, WL PB |
| 2    | A     | Andreas Thorkildsen       | Norwegia          | 76,20 | 84,47 | –     | 84,47    | Q        |
| 3    | B     | Tero Pitkämäki            | Finlandia         | 76,53 | x     | 83,01 | 83,01    | Q        |
| 4    | B     | Ołeksandr Pjatnycia       | Ukraina           | 77,07 | 82,72 | –     | 82,72    | DSQ      |
| 5    | A     | Spiridon Lembesis         | Grecja            | 81,80 | 82,40 | –     | 82,40    | Q        |
| 6    | A     | Stuart Farquhar           | Nowa Zelandia     | 82,32 | –     | –     | 82,32    | Q        |
| 7    | B     | Genki Dean                | Japonia           | 71,58 | 82,07 | –     | 82,07    | Q        |
| 8    | A     | Ari Mannio                | Finlandia         | 81,99 | x     | 76,25 | 81,99    | q        |
| 9    | B     | Julius Yego               | Kenia             | 79,10 | 79,33 | 81,81 | 81,81    | q, NR    |
| 10   | B     | Keshorn Walcott           | Trynidad i Tobago | 78,91 | 76,44 | 81,75 | 81,75    | q        |
| 11   | B     | Antti Ruuskanen           | Finlandia         | 77,83 | 81,74 | x     | 81,74    | q        |
| 12   | A     | Tino Häber                | Niemcy            | 78,19 | 69,54 | 80,39 | 80,39    | q        |
| 13   | A     | Leslie Copeland           | Fidżi             | 77,00 | 80,19 | 72,52 | 80,19    | SB       |
| 14   | A     | Roman Awramenko           | Ukraina           | 79,15 | 77,03 | 80,06 | 80,06    |          |
| 15   | A     | Uładzimir Kazłou          | Białoruś          | x     | 79,10 | 80,06 | 80,06    |          |
| 16   | A     | Guillermo Martínez        | Kuba              | 75,39 | 80,06 | 77,22 | 80,06    |          |
| 17   | A     | Ainārs Kovals             | Łotwa             | 77,42 | 76,45 | 79,19 | 79,19    |          |
| 18   | B     | Kim Amb                   | Szwecja           | x     | 71,85 | 78,94 | 78,94    |          |
| 19   | A     | Igor Janik                | Polska            | 76,01 | 78,90 | x     | 78,90    |          |
| 20   | B     | Fatih Avan                | Turcja            | 78,74 | 78,20 | 78,87 | 78,87    |          |
| 21   | A     | Risto Mätas               | Estonia           | 70,34 | 78,56 | 76,30 | 78,56    |          |
| 22   | A     | Curtis Moss               | Kanada            | 74,21 | 78,13 | 78,22 | 78,22    |          |
| 23   | B     | Craig Kinsley             | Stany Zjednoczone | 72,80 | 71,47 | 78,18 | 78,18    |          |
| 24   | A     | Yukifumi Murakami         | Japonia           | 76,37 | 77,80 | 77,77 | 77,80    |          |
| 25   | B     | Jakub Vadlejch            | Czechy            | x     | 77,61 | x     | 77,61    |          |
| 26   | B     | Dayron Márquez            | Kolumbia          | 75,15 | 77,59 | 76,50 | 77,59    |          |
| 27   | B     | Jarrod Bannister          | Australia         | 77,38 | 76,23 | x     | 77,38    |          |
| 28   | A     | Paweł Rakoczy             | Polska            | 77,36 | 73,22 | 73,44 | 77,36    |          |
| 29   | A     | Ihab Abdelrahman El Sayed | Egipt             | 72,93 | 77,35 | 75,19 | 77,35    |          |
| 30   | B     | Braian Toledo             | Argentyna         | 76,87 | x     | 73,30 | 76,87    |          |
| 31   | B     | Jung Sang-jin             | Korea Południowa  | 76,37 | 74,77 | x     | 76,37    |          |
| 32   | A     | Cyrus Hostetler           | Stany Zjednoczone | 70,62 | 75,76 | 75,00 | 75,76    |          |
| 33   | A     | Ilja Korotkow             | Rosja             | 75,68 | x     | x     | 75,68    |          |
| 34   | A     | Petr Frydrych             | Czechy            | 69,54 | 70,44 | 75,46 | 75,46    |          |
| 35   | B     | Mervyn Luckwell           | Wielka Brytania   | 74,09 | x     | x     | 74,09    |          |
| 36   | A     | Ivan Zaytsev              | Uzbekistan        | 73,07 | 73,94 | 71,39 | 73,94    |          |
| 37   | B     | Sean Furey                | Stany Zjednoczone | x     | 72,81 | 71,86 | 72,81    |          |
| 38   | A     | Vadims Vasiļevskis        | Łotwa             | x     | 72,81 | x     | 72,81    |          |
| 39   | B     | Melik Dżanojan            | Armenia           | 72,64 | 70,81 | 68,72 | 72,64    |          |
| 40   | B     | Matija Kranjc             | Słowenia          | 72,63 | 69,70 | 71,17 | 72,63    |          |
| 41   | A     | Qin Qiang                 | Chiny             | 72,29 | 68,76 | 65,28 | 72,29    |          |
| 42   | B     | Bartosz Osewski           | Polska            | x     | x     | 71,19 | 71,19    |          |
| –    | B     | Matthias de Zordo         | Niemcy            | x     | x     | x     | NM       |          |
| –    | B     | Zigismunds Sirmais        | Łotwa             | x     | x     | x     | NM       |          |

### Finał

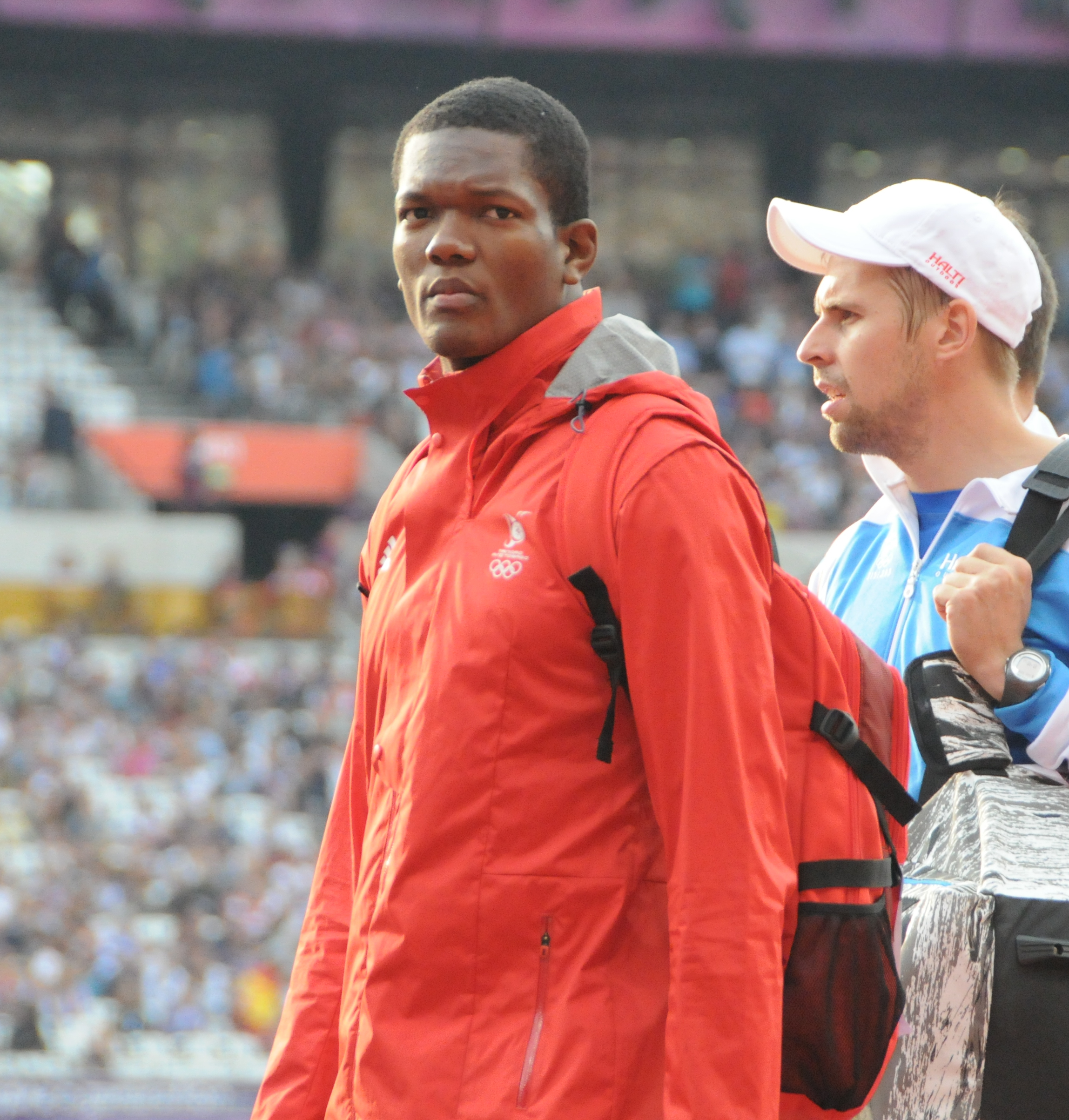
Złoty medalista Keshorn Walcott

| Poz. | Zawodnik            | Reprezentacja     | #1    | #2    | #3    | #4    | #5    | #6    | Rezultat | Uwagi |
| ---- | ------------------- | ----------------- | ----- | ----- | ----- | ----- | ----- | ----- | -------- | ----- |
|      | Keshorn Walcott     | Trynidad i Tobago | 83,51 | 84,58 | x     | 80,64 | x     | –     | 84,58    | NR    |
|      | Antti Ruuskanen     | Finlandia         | 79,60 | 81,09 | 81,60 | 81,97 | 84,12 | 79,88 | 84,12    |       |
|      | Vítězslav Veselý    | Czechy            | x     | 81,69 | 81,80 | x     | 80,32 | 83,34 | 83,34    |       |
| 4    | Tero Pitkämäki      | Finlandia         | 77,33 | 82,68 | 80,67 | 80,46 | 82,80 | 82,53 | 82,80    |       |
| 5    | Andreas Thorkildsen | Norwegia          | x     | 82,63 | x     | 81,70 | x     | x     | 82,63    |       |
| 6    | Spiridon Lembesis   | Grecja            | 81,21 | 81,91 | 81,27 | 80,36 | x     | 79,45 | 81,91    |       |
| 7    | Tino Häber          | Niemcy            | 76,99 | 74,33 | 81,21 | 79,95 | 76,36 | 75,85 | 81,21    |       |
| 8    | Stuart Farquhar     | Nowa Zelandia     | 76,80 | 76,64 | 80,22 | –     | –     | –     | 80,22    |       |
| 9    | Genki Dean          | Japonia           | x     | 79,95 | x     | –     | –     | –     | 79,95    |       |
| 10   | Ari Mannio          | Finlandia         | 78,60 | 77,71 | x     | –     | –     | –     | 78,60    |       |
| 11   | Julius Yego         | Kenia             | 72,59 | 77,15 | 74,08 | –     | –     | –     | 77,15    |       |
| DSQ  | Ołeksandr Pjatnycia | Ukraina           | 77,47 | 81,61 | 84,51 | 81,53 | 81,01 | 83,53 | 84,51    | DSQ   |